# Softpedia
Softpedia é um sítio eletrónico que indexa informações e fornece principalmente downloads para jogos eletrónicos, drivers, telemóveis e software para diversos sistemas operativos como Windows, Macintosh, Linux e dispositivos móveis. O site também abrange notícias sobre computadores, tecnologia, ciência, saúde e entretenimento de fontes externas e internas, como também faz avaliações de softwares e jogos. Seu proprietário é SoftNews NET SRL., uma empresa romena.